# IFPI香港唱片銷量大獎頒獎禮2007
IFPI香港唱片銷量大獎頒獎禮2007是由國際唱片業協會(香港會)（IFPI）舉辦之一香港唱片頒獎典禮，由核數師計算香港地區2007年的唱片銷量，後頒發獎項予最高銷量的唱片，贏家為鄭秀文。
頒獎典禮於2008年3月19日假香港會議及展覽中心會議廳舉行。

## 得獎名單[1]

### 十大銷量外語唱片
- 《The Best Damn Thing》 ——Avril Lavigne
- 《Long Road Out of Eden》 ——Eagles
- 《Siempre》 ——IL Divo
- 《All The Lost Souls》 ——James Blunt
- 《Minutes To Midnight》 ——Linkin Park
- 《Confessions Tour》 ——Madonna
- 《Life In Cartoon Motion》 ——Mika
- 《Not Too Late》 ——Norah Jones
- 《One Chance》 ——Paul Potts
- 《The Love Album》 ——Westlife

### 最暢銷日、韓語唱片
- 《Rain's World》 ——Rain
- 《Journey》 ——w-inds.
- 《Can't Buy My Love》 ——YUI
- 《好時代珍藏系列 - 五輪真弓》 ——五輪真弓
- 《好時代珍藏系列 - 山口百惠》 ——山口百惠

### 十大銷量國語唱片
- 《不了情2007演唱會》 ——蔡琴
- 《在你身邊》 ——張學友
- 《改變自己》 ——王力宏
- 《愛愛愛》 ——方大同
- 《認了吧》 ——陳奕迅
- 《逆光》 ——孫燕姿
- 《金聲演奏廳》 ——蔡琴
- 《我很忙》 ——周杰倫
- 《黃金甲》 ——周杰倫
- 《小小》 ——容祖兒

### 十大銷量廣東唱片
- 《我們相愛6年》 ——Twins
- 《HOCC Live In Unity 2006演唱會》 ——何韻詩
- 《So Far So... Close》 ——孫耀威
- 《加州紅903黃金組合音樂會》 ——容祖兒、古巨基
- 《酷愛》 ——張敬軒
- 《Softhard Long Time No See Concert》 ——軟硬天師
- 《Listen To Eason Chan》 ——陳奕迅
- 《Show Mi 2007演唱會》 ——鄭秀文
- 《Dating Stephy》 ——鄧麗欣
- 《'F' Best》 ——薛凱琪

### 十大銷量本地歌手
- Twins
- 古巨基
- 何韻詩
- 李克勤
- 容祖兒
- 側田
- 張敬軒
- 軟硬
- 陳奕迅
- 鄭秀文

### 最暢銷本地女新人
- 傅穎
- 蔣雅文
- 鍾舒漫

### 最暢銷本地男新人
- 林峯
- 洪卓立
- 陳柏宇

### 最暢銷本地新人組合
- HotCha

### 最暢銷音樂、電影、電視原聲及精選唱片
- 《Best of Japanese & Korean TV Drama》 ——Various Artists
- 《Forever Love》 ——Various Artists
- 《LOVE '07》 ——Various Artists
- 《True Colors》 ——Various Artists
- 《樂壇班霸》 ——Various Artists

### 全年最高銷量本地女歌手
- 鄭秀文

### 全年最高銷量本地男歌手
- 軟硬

### 最高銷量廣東唱片
- 《Show Mi 2007演唱會》 ——鄭秀文

### 最高銷量國語唱片
- 《不了情2007演唱會》 ——蔡琴